# TM-XML
Razširljivi označevalni jezik za znamke (angleško Trade Mark Extensible Markup Language, kratica TM-XML) je odprt standard XML za poslovanje z znamkami in izmenjavo informacij o znamkah med uradi za industrijsko lastnino ter njihovimi partnerji ali uporabniki.

## Cilji
Prvotni cilj je bil določitev standarda XML za izmenjavo informacij o znamkah. Med določanjem specifikacij in po oblikovanju standarda WIPO ST.66 so bili dodani še drugi cilji, kot sledijo:
- določitev standardov XML za urade za znamke in poslovanje z znamkami;
- uporaba koristnih rezultatov kot osnova za oblikovanje WIPO standardov;
- določitev standardov za spletne storitve za znamke;
- zagotovitev primerov izvedb in orodij;
- izmenjava izkušenj, prakse in znanja;
- spodbujanje sodelovanja in usklajevanja informacij o znamkah in predstavitev znanj;
- (novo) priprava semantičnega spleta za področje znamk v zvezi z intelektualno lastnino.

## Ozadje
TM-XML je oblikovala delovna skupina, ki jo je junija 2003 ustanovil Urad za usklajevanje na notranjem trgu. 
Pred objavo končne različice 1.0 Final dne 26. maja 2006 na spletni strani TM-XML.org je bilo objavljenih osem osnutkov različic, na katere je bilo mogoče podati pripombe (različice 0.1 do 0.7 in osnutek 1.0).
TM-XML različica 1.0 Final je bila predlagana za osnovo pri oblikovanju standarda WIPO, imenovanega ST.66, ki sta ga na svoji osmi seji 19.–22. marca 2007 v Ženevi sprejela stalni odbor za informacijske tehnologije in delovna skupina za standarde in dokumentacijo (SCIT/SDWG).

## Načrt 2008–2010
| Različica            | Načrtovano | Vsebina |
| -------------------- | ---------- | --- |
| TM-XML Različica 2.0 | 2008       | Informacije o ugovorih, pritožbah in podaljšanjih. Začetek nudenja spletnih storitev, predpisi za opis vira (Resource Description Framework, RDF) in ontološki spletni jezik (OWL) |
| TM-XML Različica 3.0 | 2010       | Dodatne spletne storitve in semantični splet – predstavitev znanj in storitev |